# A Motoring Holiday in Denmark
A Motoring Holiday in Denmark er en dokumentarfilm fra 1966 instrueret af J. Allan Cash og Alfred Scott-Gunter.

## Handling
Turistfilm fra Danmarks Turistråd om bilferie i Danmark. Lavet til det britiske marked.